# 交通安全

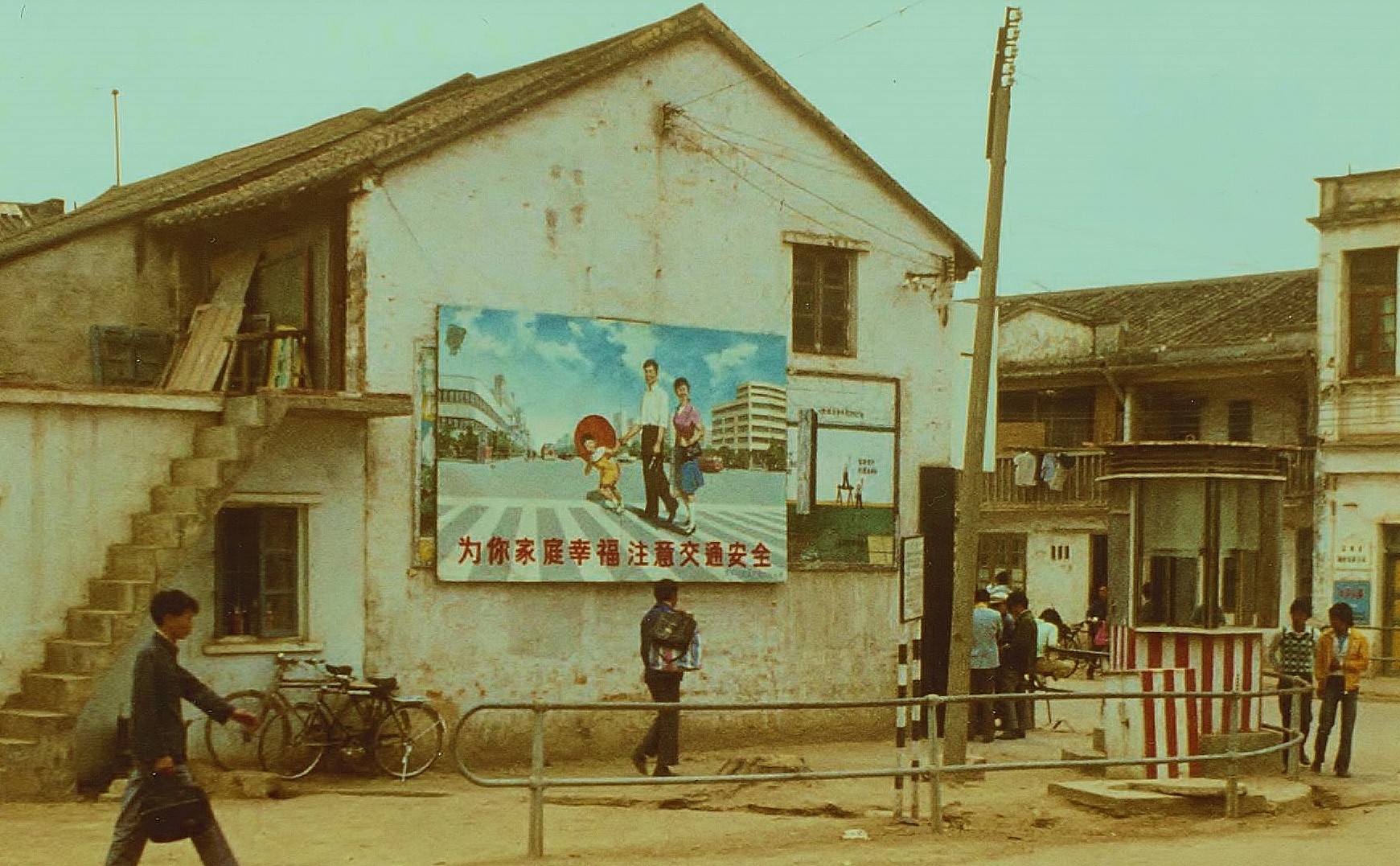
中國大陸地區1982年的交安標語

交通安全、運輸安全或道路安全，是所有提高道路運輸的安全性（包括参加交通的人以及交通工具）的措施的总称。道路安全措施可以大略地分为主动安全措施（防止交通事故发生）和被动措施（减輕事故后果）。

## 主动安全措施
- 主动安全措施又可以分為「通过使用技术获得的安全性」以及「通过使用安全的行为获得的安全性」
- 通过建造道路时注意道路使用的要求，采取相应的措施、通过树立道路交通標誌、通过保证交通工具的技术状态、通过遵守交通规则、通过对交通工具的技术检查以及对交通的监视、通过对违反交通规则的行为的惩罚等等措施可以主动保障交通安全。
- 汽车技术上的主动安全措施包括良好的刹车、防鎖死煞車系統、良好的减振器和轮胎、良好的照明以及玻璃窗。其它的主动技术措施还包括循迹控制系统、制动辅助系统、电子稳定装置等等。
- 在装车时平衡装载的重量、注意车辆可以承受的最高重量以及防止装载物遮蔽视线或者妨礙声音的传播也可以主动地提高安全性。
- 对交通安全最大的威胁是人的行为：注意力分散、漫不经心、缺乏小心、缺乏顧慮他人、偏激、挑衅、恶意等等。
- 对交通安全有益的行为有：集中注意力、消除紧張、顾虑他人、減少爭吵以及遵守交通规则。
- 交通工具内还可以装设警告危险甚至主动避免危险的设施（例：铁路交通裡使用的列车自动防护系统。）

非屬汽車及動力機械範圍之動力載具、動力運動休閒器材或其他相類之動
力器具，不得於道路上行駛或使用。

## 被动安全措施
- 被动安全措施主要是通过碰撞测试获得的经验而对车体进行的改善。
- 主要的措施包括:
  1. 缓冲溃缩区
  2. 安全带
  3. 安全气囊
  4. 防滚架

## 臺灣的交通安全部門
交通部為空難、海難及陸上交通之災害防救業務主管，負責指揮、督導、協調相關行政機關及公共事業，執行各項災害防救工作。

### 國家運輸安全調查委員會
- 1998年5月25日「航空器飛航安全委員會組織規程」，設立「航空器飛航安全委員會」
- 2001年5月23日發布「行政院飛航安全委員會組織規程」更名為「行政院飛航安全委員會」
- 2012年5月20日「飛航安全調查委員會」（飛安會）正式成為獨立機關。
- 2019年8月1日「國家運輸安全調查委員會」（運安會）由飛安會升格。[3]

### 臺灣鐵路管理局行車保安委員會
南京政府接收滿清鐵路之後，為維護鐵路行車安全，鐵路單位特別設立相關單位，遷臺後接收日治鐵路，仍有設立行車保安委員會，為局本部直屬單位。

### 海難救護委員會
- 1951年，成立「中國海難救護委員會」。[4]
- 1955年，撤銷「中國海難救護委員會」，關於海難救助業務，由基隆港務局及高雄港務局主持其事。[4]
- 1981年12月9日，訂定《海難救護機構組織及作業辦法》，為維護船舶航行安全，救助遇難船舶，處理海水油污及有毒物質，由交通部會同國防部組設「中華民國海難救護委員會」，主任委員由交通部長兼任。[5]
- 1997年6月20日，修訂《海難救護機構組織及作業辦法》，增設任務管制中心[6]，同年9月1日，正式編組成立「台北任務管制中心」，隸屬海難救護委員會、委由民航局飛航服務總台督導[7]。
- 2003年2月13日，訂定《海難救護機構設立及管理辦法》[8]，同年3月27日，《海難救護機構組織及作業辦法》廢止[9]，仍由交通部長兼任主任委員。
- 2008年9月9日，因海難救護業務依「災害防救法」、「海岸巡防法」、「海洋污染防治法」、「海難災害防救業務計畫」及「行政院國家搜救指揮中心作業手冊」已可有效執行，《海難救護機構設立及管理辦法》刪除「海難救護機構之任務與編組」相關規定，[10][11]「海難救護委員會」從此廢止，但「臺北任務管制中心(TAMCC)」繼續運作，後於2014年6月1日起改由航港局督導[12]。

另外，漁船海難救護，由行政院農業委員會頒布《漁船海難救護互助辦法》規範作業程序及權責劃分。

目前臺灣海難救援通報機制：
- 交通部航港局督導海岸電臺與臺北任務管制中心，農委會漁業署督導漁業電臺，臺灣港務公司督導各港務分公司港口聯絡中心（信號臺），各電臺24小時作業。
- 各電臺與臺北任務管制中心收到船舶海上遇險訊息時，即確認目標位置後轉報海巡機關，立即派出海巡艦艇執行救難，若需增加海空兵力（航機或海軍艦艇）時，逕通報行政院國家搜救中心申請支援。

## 外部連結
- 中華民國國家運輸安全調查委員會 （页面存档备份，存于）
- 168交通安全入口網 （页面存档备份，存于）
- (臺灣)海難救護機構組織及作業辦法